# Saint-Cyprien (Corrèze)
Saint-Cyprien é uma comuna francesa na região administrativa da Nova Aquitânia, no departamento de Corrèze. Estende-se por uma área de 7,86 km². Em 2010 a comuna tinha 388 habitantes (densidade: 49,4 hab./km²).